# Salix amphibola
Salix amphibola är en videväxtart som beskrevs av Camillo Karl Schneider. Salix amphibola ingår i släktet viden, och familjen videväxter. Inga underarter finns listade i Catalogue of Life.